# Bagterp Idrætsforening
Bagterp Idrætsforening (eller Bagterp IF, BIF, Bagterp) er en lille idrætsforening som ligger i Bagterp, Hjørring, Nordjylland. 
Bagterps fodboldhold spiller i 2023/2024 sæsonen i serie 5. Klubben har også flere andre idrætsgræne.

## Ærkerivaler
Skibsby-Højene IF,
Hjørring IF,
AIK FREM Hjørring,
LIUF

## Tidligere spillere
Tidligere nævneværdige spillere
Jesper Weinkouff

## Begivenheder
- I Oktober 2023 blev Bagterp IF nomineret til "Årets Partnerklub i AaB 2023".[1]
- Den 22. November 2023 blev Bagterp IF udnevnt som Årets Nordjyske Fodboldklub 2023[2]

## Bagterp Stadion
Klubben spiller på Bagterp Stadion, der er beliggende i Hjørring. Det blev oprindeligt opført i 1900-tallet. 

## Ekstern henvisning
Bagterp IFs officielle hjemmeside